# Filiberto Martínez
Filiberto Martínez Méndez (Palenque, Chiapas; 2 de noviembre de 1970) es un político mexicano, químico farmacéutico biólogo egresado de la Universidad Autónoma de Yucatán y miembro del Partido Revolucionario Institucional desde 1990. Fue diputado local en el Congreso del Estado de Quintana Roo por el IX distrito del estado de Quintana Roo entre los años 2008 y 2011 y expresidente municipal de Solidaridad entre los años 2011 y 2013.
Desde el 2013 se desempeña como diputado local en el Congreso del Estado de Quintana Roo por el V distrito del estado de Quintana Roo.
En 2016 fue candidato a presidente municipal de Solidaridad por el Partido Revolucionario Institucional.

## Biografía
Nació en Palenque, Chiapas el 2 de noviembre de 1970. Estudió la primaria en la escuela primaria Cultura Maya de Palenque, Chiapas (1978-1984) para posteriormente continuar la preparatoria en la escuela preparatoria #1 de la Universidad Autónoma de Yucatán (1988-1990). Se graduó con el título de Bachiller en Ciencias Físico Químicas y Matemáticas.
Realizó sus estudios universitarios de Químico Farmacéutico Biólogo en la Facultad de Química de la Universidad Autónoma de Yucatán (1990-1995), egresando con distinguidas calificaciones y realizó su servicio social en el Laboratorio Clínico de la Facultad de Química de la Universidad Autónoma de Yucatán (1994-1995).
Ha cursado numerosos diplomados y talleres sobre Mercadotecnia Política y Electoral en reconocidas universidades nacionales y extranjeras, así como de especialización en Administración Pública.

## Carrera política
Inició sus primeros pasos como auxiliar en el Servicio a la Comunidad en el Programa de Atención Ciudadana en el estado de Quintana Roo (P.R.A.C.) (1997) para posteriormente continuar como encargado en 1998.
En 1999 es designado Director de Atención Ciudadana del H. Ayuntamiento de Solidaridad para luego ser nombrado Coordinador de Educación, Salud, Cultura, Deporte y Atención a la Juventud (2000).
Durante la administración de 2002-2005 que encabezó Gabriel Mendicuti, fue Primer Regidor con la Comisión de Turismo y Comercio del H. Ayuntamiento de Solidaridad.
En 2005, durante la administración de Carlos Joaquín González, es designado Secretario General del Ayuntamiento de Solidaridad de Hacienda del estado.
En febrero de 2008 ganó la diputación por el IX distrito electoral, que comprende los municipios de Solidaridad y Tulum. Desde el Congreso del Estado impulsó y logró la aprobación por unanimidad de la Nueva Ley de Protección Civil del estado, la cual es considerada la más avanzada en el país. Asimismo, como diputado presidió la Comisión de Estudios de la Administración Pública, integró la Comisión de Puntos Legislativos y la de Turismo y Zonas Arqueológicas. Fue elegido Presidente de la Mesa Directiva del segundo mes del primer año de sesiones y miembro en dos oportunidades de la Diputación Permanente.
En abril de 2011 asumió como presidente municipal de Solidaridad, luego de ganar las elecciones por el Partido Revolucionario Institucional, hasta su renuncia en el año 2013 para postularse como candidato a diputado local en la XIV Legislatura del Honorable Congreso del Estado de Quintana Roo por el V distrito del estado de Quintana Roo.

## Actualidad
Vive en Solidaridad junto a su esposa Doris Arcila Sosa, una reconocida Química Farmacéutica Bióloga con quien posee un pequeño laboratorio clínico, y sus tres hijos, Rosita María, Pedro Martinez y Doris Guadalupe. En abril de 2016 fue elegido por el Partido Revolucionario Institucional como candidato a la presidencia municipal de Solidaridad.